# Mandelonitrilo
El mandelonitrilo es un compuesto orgánico. Según la nomenclatura química se puede definir, bien como el nitrilo del ácido mandélico, o como la cianohidrina del benzaldehído. Es quiral, pero solo el isómero (R)-(+) se produce de forma natural. 
Es la parte aglicona de los glucósidos cianogénicos prunasina y amigdalina, y se encuentra de forma natural en las semillas de algunos frutales, procedente de la descomposición de aquellos.
Se puede descomponer en cianuro y benzaldehído, una reacción que puede ser catalizada por la enzima mandelonitrilo liasa.

## Propiedades
A temperatura ambiente, el mandelonitrilo es un líquido amarillo. Su punto de fusión es -10  °C. Es combustible, difícilmente inflamable, y su temperatura de ignición es 86 °C. Es muy poco soluble en agua, soluble en etanol, tricloroetano y éter dietílico. Se descompone si se calienta por encima de 170 °C.

## Usos
El enantiómero (R)-(+) se utiliza en síntesis industrial como intermediario en la preparación de varios compuestos ópticamente activos, como los ácidos α-hidroxicarboxílicos, α-hidroxialdehídos, α-hidroxicetonas y 2-aminoalcoholes.

## Obtención en laboratorio
El mandelonitrilo se sintetiza de forma similar a otras cianohidrinas. En una reacción de un solo recipiente, el benzaldehído se hace reaccionar con bisulfito de sodio, y el aducto resultante reacciona a continuación con una solución de cianuro de sodio o de potasio. El producto se obtiene como mezcla racémica.